# Glastonbury (Connecticut)
Glastonbury is een plaats (town) in de Amerikaanse staat Connecticut, en valt bestuurlijk gezien onder Hartford County.

## Demografie
Bij de volkstelling in 2000 werd het aantal inwoners vastgesteld op 31.876.

## Geografie
Volgens het United States Census Bureau beslaat de plaats een oppervlakte van
135,4 km², waarvan 133,0 km² land en 2,4 km² water.

## Plaatsen in de nabije omgeving
De onderstaande figuur toont nabijgelegen 'incorporated' en 'census-designated' plaatsen in een straal van 16 km rond Glastonbury.

## Geboren
- Welles Hoyt (1875-1954), atleet